# William Sloane Coffin
William Sloane Coffin jr (ur. 1 czerwca 1924 w Nowym Jorku, zm. 12 kwietnia 2006 w Strafford) – amerykański pastor Zjednoczonego Kościoła Chrystusa, działacz praw człowieka i ruchu pokojowego, uznawany za wybitnego teologa reformowanego.

## Życiorys
Urodził się w zamożnej, prezbiteriańskiej rodzinie Coffinów związanej z kościołem i środowiskiem naukowym Uniwersytetu Yale. Ukończył studia teologiczne na tej właśnie uczelni oraz w Union Theological Seminary. Na pastora kongregacjonalistycznego został ordynowany w 1956. W latach 1958–1975, będąc już pastorem Zjednoczonego Kościoła Chrystusa, pełnił funkcję kapelana Uniwersytetu Yale. W 1977 został pastorem w Riverside Church w Nowym Jorku – zasłynął wówczas jako wielki obrońca praw gejów i lesbijek w kościele oraz przeciwnik zbrojeń nuklearnych:

Odrzucając niewolnictwo i ordynując kobiety na pastorów miliony protestantów odrzuciło literalizm biblijny. Czas zrobić to samo, gdy chodzi o homofobię.

W 1987 zrezygnował z funkcji proboszcza tej parafii, poświęcając się działaniom na rzecz rozbrojenia nuklearnego.
Żoną Williama Sloane'a Coffina była Eva Rubinstein, córka Artura Rubinsteina. Jego stryjem był liberalny teolog amerykańskiego Kościoła Prezbiteriańskiego, pastor Henry Sloane Coffin (1877–1954).